# Markør
En markør bruges til at klikke på elementer med eller til at markere tekst. Udtrykket kan også bruges i forbindelse med den lille figur/pil – musemarkør, der bevæges rundt på en computers skærm, typisk ved at flytte på en mus. På engelsk bruges udtrykket cursor for den tilsvarende figur på skærmen.

## Indsætningspunktsmarkør
I de fleste kommandolinje grænseflader eller teksteditorer, er indsætningspunktsmarkøren med gammeldags ASCII-blokgrafik en bundstreg, et massivt rektangel – eller i moderne grafiske computermiljøer en lodret linje, som kan blinke eller ikke, som indikerer hvor tekst vil blive placeret når den isættes (indsætningspunktet).